# Kubok Ukraïny 1995-1996
La Kubok Ukraïny 1995-1996 (in ucraino Кубок України?) fu la 5ª edizione del torneo. La competizione iniziò il 1º agosto 1995 e terminò il 26 maggio 1996.

## Primo turno preliminare
| Squadra 1                      | Risultato       | Squadra 2                         |
| ------------------------------ | --------------- | --------------------------------- |
| Druzhba Mahdalynivka           | 0 – 2           | Metalurh Novomoskovsk             |
| Dynamo Slovyansk               | 0 – 1           | Oskil Kupyansk                    |
| Enerhiya Nova Kakhovka         | 2 – 2 (2–4 dcr) | Torpedo Melitopol                 |
| Frunzenets Sumy                | 1 – 0           | Kosmos Pavlohrad                  |
| Burevisnyk-Elbrus Kirovohrad   | 1 – 2           | Dnistrovets Bilhorod-Dnistrovskyi |
| Velta Poltava                  | –               | Viktor Zaporizhia                 |
| Krystal Parkhomivka            | 1 – 0           | Sportinvest Kryvyi Rih            |
| Lokomotyv Smila                | 1 – 1 (5–6 dcr) | Portovyk Illichivsk               |
| Druzhba Berdiansk              | 2 – 0           | Azovets Mariupol                  |
| Batkivschyna-Almar Pervomayske | 2 – 0           | Shakhtar Stakhanov                |
| Rybalka Odessa                 | 3 – 1           | Meliorator Kakhovka               |
| Olimpiya Yuzhnoukrainsk        | 1 – 1 (4–3 dcr) | Vodnyk Kherson                    |
| Kolos Amvrosiyevka Raion       | –               | Šachtar-2                         |
| Dyzelyst Tokmak                | 0 – 1           | Avanhard-Industriya Rovenky       |
| Metalurh Kerch                 | 3 – 5           | Chaika Sevastopol                 |
| EKO-Servis Rivne               | 0 – 1           | Obolon Kyiv                       |
| Impuls Kamyanets-Podilskyi     | 0 – 1           | Keramik Baranivka                 |
| Pidhirya Storozhynets          | –               | Temp-Advis-2 Shepetivka           |
| Nyva Terebovlia                | 1 – 0           | Skify Lviv                        |
| Promin Sambor                  | 0 – 0 (3–5 dcr) | Khutrovyk Tysmenytsia             |
| Pokuttia Kolomyia              | 2 – 0           | Avanhard Zhydachiv                |
| Yavir Tsuman                   | 0 – 1           | Haray Zhovkva                     |
| Lisyvnyk Perechyn              | 1 – 2           | Khimik Kalush                     |
| Fakel Varva                    | 1 – 0           | Ros-Transimpeks Bila Tserkva      |
| Vahonobudivnyk Stakhanov       | –               | Prometey Dniprodzerzhynsk         |
| Artania Ochakiv                | –               | Dynamo-Flesh Odessa               |
| Khimik Vinnytsia               | –               | CSKA Kyiv                         |
| Paperovyk Malyn                | 1 – 1 (6–5 dcr) | Systema-Borex Borodianka          |
| Dynamo-3 Kyiv                  | 1 – 2           | Nyva Myronivka                    |
| Kolos Karapyshi                | 2 – 2 (6–5 dcr) | Skhid Slavutych                   |

## Secondo turno preliminare
| Squadra 1                         | Risultato       | Squadra 2                   |
| --------------------------------- | --------------- | --------------------------- |
| Metalurh Novomoskovsk             | 3 – 2           | Metalist Kharkiv            |
| Oskil Kupyansk                    | 2 – 0           | Khimik Severodonetsk        |
| Torpedo Melitopol                 | 0 – 1           | Zirka-NIBAS Kirovohrad      |
| Frunzenets Sumy                   | 1 – 3           | Vorskla                     |
| Dnistrovets Bilhorod-Dnistrovskyi | 1 – 3           | Naftokhimik Kremenchuk      |
| Velta Poltava                     | –               | Polihraftekhnika Olexandria |
| Krystal Parkhomivka               | 0 – 0 (2–4 dcr) | Yavir Krasnopilya           |
| Portovyk Illichivsk               | 1 – 0           | Naftovyk Okhtyrka           |
| Druzhba Berdiansk                 | 0 – 3           | Stal Alchevsk               |
| Batkivschyna-Almar Pervomayske    | 1 – 2           | Shakhtar Makiivka           |
| Rybalka Odessa                    | 1 – 2           | Metalurh Nikopol'           |
| Olimpiya Yuzhnoukrainsk           | 0 – 1           | Odessa                      |
| Šachtar-2                         | 3 – 0           | Shakhtar Sverdlovsk         |
| Avanhard-Industriya Rovenky       | 2 – 0           | Shakhtar Shakhtarsk         |
| Chaika Sevastopol                 | 2 – 0           | Tytan Armyansk              |
| Dynamo Saky                       | –               | Okean Kerch                 |
| Obolon Kyiv                       | 0 – 2           | Hazovyk Komarno             |
| Keramik Baranivka                 | 0 – 0 (5–4 dcr) | Krystal Chortkiv            |
| Pidhirya Storozhynets             | 0 – 1           | Halyčyna Drohobyč           |
| Nyva Terebovlia                   | 2 – 1           | Bukovyna Chernivtsi         |
| Khutrovyk Tysmenytsia             | 4 – 2           | Karpaty Mukacheve           |
| Pokuttia Kolomyia                 | 2 – 0           | Zakarpattia Uzhhorod        |
| Haray Zhovkva                     | 2 – 0           | Skala Stryi                 |
| Khimik Kalush                     | 1 – 0           | Lviv                        |
| Fakel Varva                       | 0 – 2           | CSKA-Borysfen Kyiv          |
| Prometey Dniprodzerzhynsk         | 0 – 0 (2–4 dcr) | Dnipro Čerkasy              |
| Dynamo-Flesh Odessa               | 1 – 5           | Dinamo-2 Kiev               |
| Desna Chernihiv                   | 0 – 0 (5–4 dcr) | Avtomobilist Sumy           |
| CSKA Kyiv                         | 0 – 0 (2–4 dcr) | Podillya Khmelnytskyi       |
| Paperovyk Malyn                   | –               | Veres Rivne                 |
| Nyva Myronivka                    | –               | Temp-Advis Khmelnytskyi     |
| Kolos Karapyshi                   | 1 – 0           | Khimik Zhytomyr             |

## Terzo turno preliminare
| Squadra 1              | Risultato       | Squadra 2                   |
| ---------------------- | --------------- | --------------------------- |
| Metalurh Novomoskovsk  | 1 – 0           | Oskil Kupyansk              |
| Vorskla                | 2 – 3           | Zirka-NIBAS Kirovohrad      |
| Naftokhimik Kremenchuk | 3 – 2           | Polihraftekhnika Olexandria |
| Yavir Krasnopilya      | 4 – 1           | Portovyk Illichivsk         |
| Stal Alchevsk          | 2 – 1           | Shakhtar Makiivka           |
| Odessa                 | 0 – 0 (1–2 dcr) | Metalurh Nikopol'           |
| Šachtar-2              | 5 – 0           | Avanhard-Industriya Rovenky |
| Chaika Sevastopol      | 2 – 0           | Dynamo Saky                 |
| Hazovyk Komarno        | 2 – 0           | Keramik Baranivka           |
| Halyčyna Drohobyč      | 3 – 1           | Nyva Terebovlia             |
| Nyva Terebovlia        | 2 – 0           | Pokuttia Kolomyia           |
| Haray Zhovkva          | 1 – 0           | Khimik Kalush               |
| CSKA-Borysfen Kyiv     | 1 – 4           | Dnipro Čerkasy              |
| Dinamo-2 Kiev          | 0 – 0 (6–5 dcr) | Desna Chernihiv             |
| Podillya Khmelnytskyi  | 1 – 2           | Paperovyk Malyn             |
| Nyva Myronivka         | 0 – 6           | Kolos Karapyshi             |

## Sedicesimi di finale
| Squadra 1              | Risultato       | Squadra 2                    |
| ---------------------- | --------------- | ---------------------------- |
| Halyčyna Drohobyč      | 0 – 0 (6–5 dcr) | Kryvbas Kryvyi Rih           |
| Podillya Khmelnytsky   | 2 – 5           | Dnipro                       |
| Khutrovyk Tysmenytsia  | 0 – 1           | Nyva Ternopil'               |
| Haray Zhovkva          | 0 – 1           | Volyn'                       |
| Hazovyk Komarno        | 0 – 0 (6–7 dcr) | Nyva Vinnycja                |
| Nyva Myronivka         | 3 – 4           | Karpaty                      |
| Naftokhimik Kremenchuk | 1 – 2           | Tavrija                      |
| Yavir Krasnopillya     | 2 – 0           | Zorya-MALS Luhansk           |
| Metalurh Novomoskovsk  | 0 – 3           | Dinamo Kiev                  |
| Metalurh Nikopol'      | 2 – 0           | Prykarpat'e Ivano-Frankivs'k |
| Stal Alchevsk          | 1 – 3           | Kremin' Kremenčuk            |
| Šachtar-2              | 0 – 1           | Metalurh Zaporižžja          |
| Chaika Sevastopol      | 0 – 1           | Torpedo Zaporižžja           |
| Zirka-NIBAS Kirovohrad | 1 – 0           | Čornomorec'                  |
| CSKA-Borysfen          | 0 – 1           | Šachtar                      |
| Dinamo-2 Kiev          | 2 – 2 (5–4 dcr) | SC Mykolaiv                  |

## Ottavi di finale
| Squadra 1           | Risultato | Squadra 2              |
| ------------------- | --------- | ---------------------- |
| Dnipro              | 4 – 1     | Karpaty                |
| Nyva Vinnycja       | 2 – 0     | Halyčyna Drohobyč      |
| Dinamo Kiev         | 2 – 0     | Zirka-NIBAS Kirovohrad |
| Tavrija             | 2 – 0     | Yavir Krasnopillia     |
| Metalurh Zaporižžja | 2 – 0     | Torpedo Zaporižžja     |
| Kremin' Kremenčuk   | 1 – 0     | Metalurh Nikopol'      |
| Šachtar             | 2 – 0     | Dinamo-2 Kiev          |
| Nyva Ternopil'      | 3 – 1     | Volyn'                 |

## Quarti di finale
| Squadra 1         | Risultato       | Squadra 2           |
| ----------------- | --------------- | ------------------- |
| Tavrija           | 0 – 1           | Dinamo Kiev         |
| Šachtar           | 2 – 2 (4–2 dcr) | Dnipro              |
| Nyva Vinnycja     | 1 – 0           | Nyva Ternopil'      |
| Kremin' Kremenčuk | 2 – 1           | Metalurh Zaporižžja |

## Semifinali
| Squadra 1     | Risultato       | Squadra 2         |
| ------------- | --------------- | ----------------- |
| Dinamo Kiev   | 2 – 0           | Kremin' Kremenčuk |
| Nyva Vinnycja | 0 – 0 (3–0 dcr) | Šachtar           |

## Finale
| Arbitro: | Valeriy Avdysh (Sinferopoli) |

|                         |           |  |
| Rebrov 27’ Maksymov 59’ | Marcatori |  |